# A-che-na Cho-eul
A-che-na Cho-eul fou un general turc al servei de la dinastia Tang.
Pertanyia a la família reial dels turcs orientals (T'ou-kiue) essent germà del kakan (qaqhan o qaghan) Hie-li. Va entrar al servei de la Xina el 636. Va ser un dels millors generals Tang. El 647 fou enviat a l'Àsia central amb soldats xinesos, turcs i tolach (uigurs) i va derrotar les tribus turques aliades del regne de Kudjha que podien donar suport a aquest estat (els tch'ou-yue que vivien a la regió de Kou-tch'eng, i els tch'ou-mi que vivien a la regió del Manas) i tot seguit va baixar cap a Kudjha on el rei Ho-li Pou-che-pi va sortir de la ciutat amb les seves forces i A-che-na Chö-eul va fingir recular i els kudjhans el van perseguir i es van endinsar en el desert on foren derrotats. El general guanyador va entrar a Kudjha mentre el rei Ho-li Pou-che-pi va fugir més a l'est a Aksu (Aqsu o Po-huan), on fou assetjat i finalment capturat; en aquell moment un notable local de Kudjha (en xinès és anomenat Na-li) que havia anat a buscar reforços a terres dels turcs occidentals, va tornar imprevistament amb soldats turcs, va sorprendre els xinesos i va matar el general Kou Hiao-k'o, un dels caps de les forces xineses i conqueridor de Qarashahr. A-che-na Chö-eul va passar a l'ofensiva i va actuar sense pietat: onze mil turcs i kudjhans foren morts decapitats, i cinc grans ciutats destruïdes i una onada de terror es va estendre per l'Àsia central (648). El rei presoner Ho-li Pou-che-pi fou portat a Changngan davant l'emperador. Un yabghou (príncep) germà seu fou col·locat al tron però sota una estreta vigilància xinesa. Qarashahr, va ser ocupada, i el general va decapitar al rei i va col·locar al tron a un altre membre de la família reial fidel a la Xina (648).
El general va rebre la mà d'una princesa Tang com a recompensa pels seus serveis. Quan l'emperador T'ai-tsong va morir, ell també volia morir sobre la seva tomba conforme al costum dels nòmades. Va morir després del 650.